# حكاية سلم (مسرحية)
حكاية سلم (بالإسبانية: Historia de una escalera)‏  هو عمل مسرحي كتبه أنطونيو بويرو باييخو ما بين عامى 1947 و1948 وقد حصل على جائزة لوبى دى بيجا، وعرض لأول مرة في المسرح الإسباني بمدريد في 14 أكتوبر 1949. في هذا العمل يُحلل المجتمع الإسباني بكل أكاذيبه وخداعه. وقد تم انتقاله إلى السينما عن طريق إجناثيو فارريس إكينو.

## عن الكاتب
أنطونيو بويرو باييخو(بالإسبانية:Antonio Buero Vallejo) كاتب مسرحي، ولد في غوادالاخارا 29 سبتمبر عام 1916 ، وتوفي في 22 أبريل عام 2000. وقد حصل بويرو باييخو على جائزة ثيربانتس عام 1986.

## الشخصيات
الشخصيات التي ظهرت في حكاية سلم ، منقسمين إلى ثلاثة أجيال، وهما ما يلى:
- مُحصل النور : هو سيد يبدو سيئ لأنه يطلب المال من جيرانه في السلم، لكنه في الحقيقة ليس كذلك، أنه فقط يطيع الأوامر وهذا يكون عمله. يظهر فقط مرة واحدة في بداية العمل.
- باكا : هي سيدة كثيرة الهمهمة والتي تعارض الجميع، وفقا لما قاله الكاتب أنها سمينة وأكثر شبابا من خنيروسا. شخصية متفائلة، تستمتع بالحياة بأصغر الأشياء، تهمهم بالكلام ودائماً تعطى حماس إلى الأخرين. فهى إيجابية استطاعت أن تتغلب على موت زوجها والإهانة التي سببتها لها روسا. تبدو باكا أنها هي الساكن الوحيد للسلم الذي يكون مُستقل وعايش سعيد في ذلك المنزل.
- خنيروسا : تُعد خنيروسا سيدة تبلغ من العمر خمسين عاماً، لديها مشاكل مالية.
- كارمينا : أنسة عمرها مماثل لإلبيرا، لكن ليس لديها الكثير من المال مثلها.
- إلبيرا : أنسة، راسخة بشأن المال، تعيش مع والدها وتكون عاشقة لفيرناندو، ابن السيدة أسونسيون.
- أسونسيون : سيده عجوز، تُعد الأكثر امتلاكاً للمشاكل (بشأن المال) مقارنةً بكل جيرانها.
- مانيول : يُعد مانيول والد إلبيرا، فهو مثل ابنته لا ينقصه المال ويعيش معها.
- ترينى : هذه الأنسة لطيفة جدا وشابة، وتُعد ابنة باكا.

- فيرناندو : وكما قلنا يُعد ابن دونيا أسونسيون، شاب ولديه خطط جيدة للمستقبل وبالرغم من أنه بعد ذلك لم يتممهم لافتقاره إلى الجهد. كان الأكثر وسامة وأناقة في الحي.
- بيبى : يُعد حبيب روسا، فهو إنسان كسلان ووقح جداً، ويعرف بكونه قواد.
- روسا : تُعد ابنة باكا، أيضاً هي شابه ولديها مشاعر قليلة، في النهاية تشعر الأسرة بالاشمئزاز معها بسبب مواضيع الحب.
- اوربانو : يُعد أخو روسا، ويشبه فرناندو لكن علاقتهم معاً سيئه. عامل لكن ليس لديه الكثير من الرؤية.
- مانولين : يُعد أبن فرناندو وألبيرا، وهو الأصغر من بين أخوته، يكون وضيع ويظن نفسه الأكبر على الرغم من أنه ليس كذلك.
- فرناندو (الأبن) : يُعد أخو مانولين، وهو الأبن الأكبر ل فرناندو وألبيرا، يكون مثل والده، وسيم وبنفس العقل (نفس الأفكار المستقبلية).
- كارمينا (الأبنه) : تُعد أبنة اوربانو وكارمينا وهي مطابقة لوالدتها.
- السيد الأول : يُعتبر هذا السيد واحدً من بين السيدان الذان يظهروا في الفصل الثالث بعد ثلاثين عاماً من بدء القصة، لديهم الكثير من المال وعمل ثابت وجيد.
- السيد الثانى : يُعتبر هذا السيد مماثل تماماً للسيد الأول.
- السيد خوان : يُعد السيد خوان زوج باكا ووالد اوربانو، ترينى وروسا. وهو شخص جيد على الرغم من عدم اعطاءه المال لروسيتا.

## الموضوع
يعتبر الموضوع الرئيسى في هذا العمل هو مرور الزمن. قد تم مرور 10 أعوام منذ الفصل الأول للثاني، وتم مرور 20 عاماً منذ الفصل الثانى للثالث. يتم تغيير ظروف الشخصيات. ويوجد موضوعات أخرى هامه وهي الأحباط، الفردية، الجماعية والفناء. أيضاً يُلاحظ الحب كمحرك حر. حيث يمكن شمول منهج الفصل الأول والذي يمتلئ بمناقشات، بداية علاقات رومانسية تقوية بعض هذه العلاقات، وأيضاً بدأنا أن نرى الفشل. فإن عقدة النص تكون الفصل الثانى حيث يتم دمج العلاقات بعد 10 أعوام، ويوجد في هذا الفصل حب، موت وفشل بعض الشخصيات.

## المكان
تدور أحداث العمل على مدار ثلاثين عاماً، وأستطعنا التفكير في ان هذا هو العصر نفسه لما بعد الحرب والذي كتب فيه المؤلف هذه القصة بعد خروجه من السجن عام 1946، حيث نجد إسبانيا مُتدمرة بعد الحرب الأهلية وبداية الأكتفاء الذاتى الأقتصادى الذي فرضه فرانكو. هكذا نرى أن غالبية الأبطال لديهم صعوبات أقتصادية ويستطيع الأقلية منهم الأستمرار بحياة أكثر راحة.
يمر الوقت مع قفزات كبيره إلى الأمام نحو المستقبل. حيث يوجد أختلاف بين العشرة أعوام في الفصل الثانى والعشرين عاماً في الفصل الثالث.
يظل السلم كشاهد صامت على مدار الزمن يفكر في كل ما يحدث، على الرغم من أنه أيضاً يُدنس مع مرور الوقت كلما تقدم الأشخاص في السن.
يُعد المحيط الأجتماعى الذي يُعكس في العمل هو إسبانيا ما بعد الحرب حيث يجب العمل في وظائف عرضية وتتراكم الأعمال الغريبة. فقط الذين لديهم حظ أكثر وينالوا الدخول في النظام هم الذين يحصلون على قليل من المال.

## البنية
هذا العمل مُقسم إلى ثلاثة فصول. يسير الفصل الأول كمقدمة، وفي الفصل الثانى وجزء من الفصل الثالث يتطور صراع العمل أي بمعنى العقدة، وفي الجزء الأخير من الفصل الثالث يتم حل المشكلة ويُعد فصل النهاية.

## الزمان
يستخدم الراوى في أبعاد المسرحية لغة مثقفة ولكن بالكامل يمكنها الوصول إلى كل الجمهور. في المقابل لدى الأبطال لغة مألوفة جداً وأحياناً خشنة وبذيئة. تكون الحوارات مائعة جداً وينال ملاحظة المشاعر وسمات كل شخص من طريقتة في التعبير.

## العروض
العرض الأول، 1949 : العنوان: كاييتانو لوكا دى تينا. تراجمة: خوليا دلجادو كارو، أديلا كاربونى، ماريا خيسوس بالديس، فولخينسيو نوجيرس، الينا سالبادور، مانويل كايسر، أدريانو دومينجيس، البرتو بوبى، خوسيه كوينكا، جابريل يوبارت، اسبرانسا جراسيس، بيلار سالا، كونسويلو مونيوس، اسونسيون سانشو، خوسيه كابييا، خوسيه كوينكا، رافايل خيل ماركوس، مانويل جراماس، فرناندو دلجادو .
التليفزيون (استوديو 1، من التليفزيون الإسبانى)، 1971 . طاقم الفيلم: نوريا كاريسى، فيرناندو ثيبريان، بالوما لورينو، كانديدا لوسادا، بيكتوريا رودريجز، ماجدا روخر، ماريا روس، بدرو مارى، سانشس، بالينتن تورنوس، ريكاردو تونديدور، باكو باياداريس، أمبارو بايي .
مسرح ماريا جيريرو، 2003 . العنوان: خوان كارلوس بيريس دى لا فوانتى . تراجمة: جابريل مورينو، بكتوريا رودريجز، بيكى لاجوس، كرستينا ماركوس، بترا مارتينيس، يولاندو أرستيجي، البرتو خيمينيس، أجناسيو ألونسو، باربارا جواناجا، نيكولاس بيلمونتى، مونيكا كانو .

## معرض الصور

حكاية سلم هى قصة من الإحباط الفردي والجماعي

## وصلات خارجية
- فيديو عن مسرحية حكاية سلم على يوتيوب